# Marty Schmidt
Marty Schmidt (Lodi, California; 10 de junio de 1960 - K2, 27 de julio de 2013) fue un alpinista, guía de montaña y aventurero neozelandés de origen estadounidense. Schmidt y su hijo, Denali, murieron en 2013, mientras intentaban alcanzar la cima de la montaña K2.

## Biografía
Martin Walter Schmidt nació en Lodi (California), el 10 de junio de 1960, de padres alemanes y estadounidenses. Estudió en el Castro Valley High School de Castro Valley (California). Empezó a escalar de joven, sobre todo en Sierra Nevada, adonde se trasladó tras terminar el bachillerato en 1978. A los 20 años, Schmidt se alistó en las Fuerzas Aéreas de los Estados Unidos (USAF) y sirvió en su Unidad de Pararescate. Como aviador de la USAF sirvió en varios destinos, entre ellos Filipinas, donde obtuvo la Medalla Aérea de la USAF en 1984, por sus rescates en el incendio de un hotel; y en Alaska, donde escaló por primera vez el Denali en 1983.
Marty conoció a su primera esposa, Joanne Patti Munisteri, en Santa Cruz (California), en 1986. Se casaron y tuvieron a su primer hijo, Denali Schmidt, en Macksville (Australia) el 27 de abril de 1988. Joanne fue contratada por el Kahurangi National Maori Dance Theatre, con sede en Hastings (Nueva Zelanda), en 1989. Su hija, Sequoia Patti Schmidt, nació en Napier el 1 de enero de 1991. La familia Schmidt fue apadrinada por el iwi (tribu) maorí Ngāti Kahungunu y recibió la nacionalidad neozelandesa en 1994. Marty y Denali utilizaron sus pasaportes neozelandeses para viajar y escalar el K2 en 2013, donde ambos perecieron.

## Carrera
Schmidt escaló y guio varias expediciones de montañas de Europa, Sudamérica, África y el Himalaya. Sus primeras ascensiones de gran altitud en el Denali, en Alaska, fueron de 1983 a 1986. Schmidt actuó como guía asistente en el Aconcagua, en Argentina, en 1988, antes de crear su propia empresa y guiar en los Andes como MSIG (Marty Schmidt International Guiding). Realizó su primera ascensión al monte Cook en Nueva Zelanda en noviembre de 1988. En el Himalaya, Schmidt intentó escalar el Everest en 1994 y 2008. Hizo cumbre en el Kangchenjunga en 2001, y en el Cho Oyu en 2001, 2004 y 2009. En el Karakórum, realizó intentos infructuosos en el K2 en 1992 y 2000, y ascendió al Gasherbrum I y al Gasherbrum II en 2010. En la temporada de escalada en el Himalaya de 2010, Schmidt se convirtió en el tercer neozelandés en ascender al Makalu en solitario y el primero en hacerlo sin oxígeno embotellado. Schmidt ascendió el Ama Dablam e intentó el Lhotse en la misma temporada. Schmidt dirigió con éxito dos expediciones al Everest guiando a la empresa canadiense Peak Freaks en 2012 y 2013. En 2012, se convirtió en el neozelandés de más edad en hacer cumbre en el Everest, a los 51 años. Volvió a hacer cumbre en el Everest en mayo de 2013.
Marty y Denali Schmidt crearon una nueva ruta en el Denali en 2011. Llamaron a esta ruta "Papá e hijo". En 2013, ambos ascendieron el Broad Peak antes de intentar hacer cumbre en el K2. Marty, Denali y Mike Horn participaron en un intento de rescate en esa misma montaña de los tres jóvenes escaladores iraníes en julio de 2013, pero no tuvieron éxito y nunca se les encontró. Tras esta labor de rescate, Marty, Denali y otros escaladores iniciaron su ascenso al K2. Sin embargo, los sherpas de la expedición les aconsejaron que las condiciones eran demasiado peligrosas para intentar subir más alto en ese momento. Todos los demás equipos y alpinistas dieron media vuelta excepto Marty, que tomó la decisión de continuar solo con su hijo Denali. Marty y Denali escalaron hacia el campo III del K2, pero desaparecieron después de que una avalancha golpeara su campamento el 26 de julio; la hija de Marty Schmidt, Sequoia Di Angelo, confirmó sus muertes a través de Twitter el 29 de julio de 2013.
Schmidt escaló y guio a clientes en las Siete Cumbres -las montañas más altas de cada continente- y escaló cinco de los catorce ochomiles del mundo.